# Ammonite!/Taszogare no Rhapsody
Az Ammonite!/Taszogare no Rhapsody (アンモナイト!/黄昏のラプソディ, ’Ammonitesz!/Az alkonyat rapszódiája’) a Negoto japán pop-rock együttes nyolcadik kislemeze, amely 2014. szeptember 24-én jelent meg a Ki/oon Music jóvoltából. Az Ammonite!/Taszogare no Rhapsody a Vision stúdióalbum második kislemeze a 2013 januárjában megjelent Synchromanica után. A kiadvány dupla A oldalas, mindkét dala a szerelem témája körül forog.

## Számlista
CD
1. Ammonite! (アンモナイト!?)
2. Taszogare no Rhapsody (黄昏のラプソディ?)
3. Re:myend! -Mizuki Masuda Remix-

Dalszöveg: Aojama Szacsiko
Zene: Aojama Szacsiko (Ammonite!, Taszogare no Rhapsody), illetve Iszagoda Mizuki és Aojama Szacsiko (Re:myend! -Mizuki Masuda Remix-)
Remixelés: Maszuda Mizuki (Re:myend! -Mizuki Masuda Remix-)
DVD
1. Live at Tokió Mt. Rainer Hall Shibuya Pleasure Negoto presents: Ogucsi Pokan!! "Z"oom in Y Day (LIVE at 東京 Mt.RAINIER HALL SHIBUYA PLEASURE PLEASURE ねごと presents 「お口ポカーン!!"Z"OOM in Y day」?)
  1. Synchromanica (シンクロマニカ?)
  2. Majonaka no Anthem (真夜中のアンセム?)
  3. Fuvari no koto (ふわりのこと?)
  4. Nagai mabataki (ながいまばたき?)
  5. Meikjú Love Letter (迷宮ラブレター?)